# Lista odcinków serialu anime Fire Force

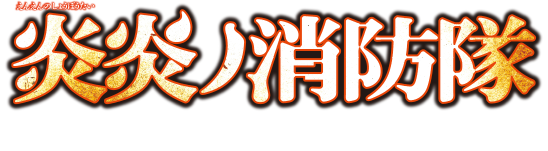
Logo serii

Artykuł zawiera listę wszystkich wyemitowanych odcinków telewizyjnego serialu anime Fire Force, wyprodukowanego przez studio David Production na podstawie mangi autorstwa Atsushiego Ōkubo.
Pierwszy sezon został wyreżyserowany przez Yukiego Yase, scenariusz napisał Yamato Haijima, projekty postaci wykonał Hideyuki Morioka, a muzykę skomponował Kenichirō Suehiro. Sezon był emitowany od 6 lipca do 28 grudnia 2019 w bloku programowym Super Animeism na antenach MBS i TBS, i liczył 24 odcinki. Prawa do streamingu serii nabył Crunchyroll. Z powodu pożaru w studiu Kyoto Animation 19 lipca 2019, emisja trzeciego odcinka, pierwotnie zaplanowana na 20 lipca, została opóźniona i odbyła się tydzień później – 27 lipca.
Drugi sezon, wyreżyserowany i napisany przez Tatsumę Minamikawę, był emitowany od 4 lipca do 12 grudnia 2020.
Trzeci sezon został zapowiedziany w maju 2022. W lipcu 2024 na Anime Expo ogłoszono, że trzeci sezon będzie także ostatnim i zostanie wyemitowany w dwóch częściach. Pierwsza była emitowana od 5 kwietnia do 21 czerwca 2025, a premiera drugiej zaplanowana na styczeń 2026. Sei Tsuguta zatąpił Tatsumę Minamikawę na stanowisku scenarzysty, natomiast Minamikawa powrócił jako reżyser.

## Przegląd serii
| Sezon | Sezon | Odcinki | Odcinki      | Premiera serii  | Finał serii     |
| ----- | ----- | ------- | ------------ | --------------- | --------------- |
|       | 1     | 24      | 24           | 6 lipca 2019    | 28 grudnia 2019 |
|       | 2     | 24      | 24           | 4 lipca 2020    | 12 grudnia 2020 |
|       | 3     | –       | 12           | 5 kwietnia 2025 | 21 czerwca 2025 |
| –     | 3     | –       | styczeń 2026 | –               |                 |

## Lista odcinków

### Sezon 1 (2019)
| №  | #  | Tytuł                                                                                            | Premiera             |
| -- | -- | ------------------------------------------------------------------------------------------------ | -------------------- |
| 1  | 1  | Shinra Kusakabe Enlists Shinra Kusakabe, nyūtai (森羅 日下部、入隊)                              | 6 lipca 2019         |
| 2  | 2  | The Heart of a Fire Soldier Shōbō-kan no kokoro (消防官の心)                                     | 13 lipca 2019        |
| 3  | 3  | The Rookie Fire Soldier Games Shōbō-kan shinjin taikai (消防官新人大会)                          | 27 lipca 2019        |
| 4  | 4  | The Hero and the Princess Hīrō to hime (ヒーローと姫)                                            | 3 sierpnia 2019      |
| 5  | 5  | The Battle Begins Kaisen (開戦)                                                                  | 10 sierpnia 2019     |
| 6  | 6  | The Spark of Promise Yakusoku no hibana (約束の火華)                                             | 17 sierpnia 2019     |
| 7  | 7  | The Investigation of the 1st Commences Dai ichi chōsa kaishi (第1調査開始)                       | 24 sierpnia 2019     |
| 8  | 8  | Infernal Insects Homura no mushi (焰の蟲)                                                        | 31 sierpnia 2019     |
| 9  | 9  | The Spreading Malice Moehirogaru akui (燃え拡がる悪意)                                           | 7 września 2019      |
| 10 | 10 | The Promise Yakusoku (約束)                                                                      | 14 września 2019     |
| 11 | 11 | Formation of Special Fire Force Company 8 Dai hachi tokushu shōbō-tai kessei (第8特殊消防隊結成) | 21 września 2019     |
| 12 | 12 | Eve of Hostilities in Asakusa Asakusa kaisen zn'ya (浅草開戦前夜)                                | 12 października 2019 |
| 13 | 13 | The Trap Is Set Shikumareta wana (仕組まれた罠)                                                  | 19 października 2019 |
| 14 | 14 | For Whom the Flames Burn Dare ga tame no honō (誰が為の炎)                                       | 26 października 2019 |
| 15 | 15 | The Blacksmith’s Dream Kajiya no yume (鍛冶屋の夢)                                               | 2 listopada 2019     |
| 16 | 16 | We Are Family Ore-tachi wa kazoku (俺たちは家族)                                                 | 9 listopada 2019     |
| 17 | 17 | Black and White and Gray Kuro to shiro to haiiro (黒と白と灰色)                                  | 16 listopada 2019    |
| 18 | 18 | The Secrets of Pyrokinesis Hakka no gokui (発火の極意)                                           | 23 listopada 2019    |
| 19 | 19 | Into the Nether Chika e no (地下への)                                                            | 30 listopada 2019    |
| 20 | 20 | Wearing His Pride Hokori o matotte (誇りを纏って)                                                | 7 grudnia 2019       |
| 21 | 21 | Those Connected Tsunagaru mono (繋がる者)                                                        | 14 grudnia 2019      |
| 22 | 22 | A Brother’s Determination Ani no iji (兄の意地)                                                  | 21 grudnia 2019      |
| 23 | 23 | Smile Egao (笑顔)                                                                                | 28 grudnia 2019      |
| 24 | 24 | The Burning Past Moyuru kako (燃ゆる過去)                                                        | 28 grudnia 2019      |

### Sezon 2 (2020)
| №  | #  | Tytuł                                                                                              | Premiera             |
| -- | -- | -------------------------------------------------------------------------------------------------- | -------------------- |
| 25 | 1  | A Fire Soldier’s Fight Shōbō-kan no tatakai (消防官の戦い)                                         | 4 lipca 2020         |
| 26 | 2  | Flames of Madness Kyōki no honō (狂気の炎)                                                         | 11 lipca 2020        |
| 27 | 3  | A New Flashpoint Aratana hidane (新たな火種)                                                       | 18 lipca 2020        |
| 28 | 4  | Groping Through the Fire Kachū mosaku (火中模索)                                                   | 25 lipca 2020        |
| 29 | 5  | Corna (Sign of the Devil) / A Secret Plan Koruna (akuma no kata) / Hisaku (悪魔の型 / 秘策)        | 1 sierpnia 2020      |
| 30 | 6  | The Time to Choose Sentaku no toki (選択の時)                                                      | 8 sierpnia 2020      |
| 31 | 7  | Road to the Oasis Rakuen e no michi (楽園への道)                                                   | 15 sierpnia 2020     |
| 32 | 8  | Smoldering Malevolence Moe hisomu akui (燃え潜む悪意)                                              | 22 sierpnia 2020     |
| 33 | 9  | The Core Kakushin (核心)                                                                           | 29 sierpnia 2020     |
| 34 | 10 | The Woman in Black Kuro no on’na (黒の女)                                                          | 5 września 2020      |
| 35 | 11 | Dark Hero Dāku hīrō (ダークヒーロー)                                                               | 12 września 2020     |
| 36 | 12 | Shadows Cast by Divine Light Shinkō ga umu kage (神光が生む影)                                     | 19 września 2020     |
| 37 | 13 | A Pair of One-Eyes Tai no sekigan (対の隻眼)                                                       | 26 września 2020     |
| 38 | 14 | The Ashen Reaper Hai no shinigami (灰の死神)                                                       | 3 października 2020  |
| 39 | 15 | A Three-Way Melee San-shoku konsen (三色混戦)                                                      | 10 października 2020 |
| 40 | 16 | Mind Blown Bakuhatsu suru kokoro (爆発する心)                                                      | 17 października 2020 |
| 41 | 17 | Boys, Be Weak Shōnen’yo, yowaku are (少年よ、弱くあれ)                                             | 24 października 2020 |
| 42 | 18 | The Holy Woman’s Anguish / The Man, Assault Seijo no kunō / Otoko, Asaruto (聖女の苦悩 / 男、突撃) | 31 października 2020 |
| 43 | 19 | The Oze Family Oze ichimon (尾瀬一門)                                                              | 7 listopada 2020     |
| 44 | 20 | Weapon of Destruction Hakai heiki (破壊兵器)                                                       | 14 listopada 2020    |
| 45 | 21 | Enemy Contact Setteki (接敵)                                                                       | 21 listopada 2020    |
| 46 | 22 | Plot for Extinction Metsubō no takurami (滅亡の企み)                                               | 28 listopada 2020    |
| 47 | 23 | Firecat En’byō (炎猫えんびょう)                                                                    | 5 grudnia 2020       |
| 48 | 24 | Signs of Upheaval Gekidō no kizashi (激動の兆し)                                                   | 12 grudnia 2020      |

### Sezon 3 (2025–26)
| №       | #       | Tytuł | Premiera         |
| Część 1 | Część 1 | Część 1 | Część 1          |
| ------- | ------- | --- | ---------------- |
| 49      | 1       | Indomitable Resolve Futaiten (不退転)                                                                                       | 5 kwietnia 2025  |
| 50      | 2       | Prisoner Toraware no mi (囚われの身)                                                                                        | 12 kwietnia 2025 |
| 51      | 3       | Incarnation of Flame Honō no keshin (炎の化身)                                                                              | 19 kwietnia 2025 |
| 52      | 4       | Golden Secret Ōgon no himitsu (黄金の秘密)                                                                                  | 26 kwietnia 2025 |
| 53      | 5       | Chance Meeting with an Arch-Enemy Shūteki kaikō (宿敵邂逅)                                                                  | 3 maja 2025      |
| 54      | 6       | Beyond Prayer’s End Inori no hate (祈りの果て)                                                                              | 10 maja 2025     |
| 55      | 7       | Sleeping Truth Nemuru shinjitsu (眠る真実)                                                                                  | 17 maja 2025     |
| 56      | 8       | Holy Mother of Darkness / The Knight King’s Great Adventure Yami no seibo / Kishi-ō no daibōken (闇の聖母 / 騎士王の大冒険) | 24 maja 2025     |
| 57      | 9       | Holy Sword, Resurrected Seiken saitan (聖剣再誕)                                                                            | 31 maja 2025     |
| 58      | 10      | Advent Shutsugen (出現) | 7 czerwca 2025   |
| 59      | 11      | The Great Kaiju Battlefront Daikaijū sensen (大怪獣戦線)                                                                    | 14 czerwca 2025  |
| 60      | 12      | The Madness of the Distant Past Inishie no kyōki (古の狂気)                                                                 | 21 czerwca 2025  |
| Część 2 |         | |                  |
| 61      | 13      | Unaware Mujikaku (無自覚)                                                                                                   | styczeń 2026     |